# Повірені гільдії сукнарів
Повірені гільдії сукнарів (нід. De Staalmeesters) — картина нідерландського художника Рембрандта ван Рейна, створена 1662 року на замовлення повірених  амстердамської гільдії сукнарів. Зараз вона зберігається в Рейксмузеї Амстердаму (нід. Rijksmuseum Amsterdam) і виставлена в Галереї Пошани, де представлені найвідоміші твори художників Золотої доби нідерландського живопису (Рембрандта, Яна Вермера, Франса Галса, Юдит Лейстер та інших). Картину «Повірені гільдії сукнарів» вважають «останнім великим колективним портретом» Рембрандта і найвищим досягнення його творчості, яке проявляється в майстерності композиції та психологічній глибині зображення. Вона є не лише видатним художнім твором, але й цінним історичним документом, що відтворює роль гільдій у економічному та соціальному житті Амстердама XVII століття.

## Походження назви
Загальновідома назва картини нідерландською «De Staalmeesters», зокрема під такою назвою вона подається у Рейксмузеї в Амстердамі, де зберігається. Натомість у музейних каталогах, зокрема того ж Рейксмузею, картина представлена під повною офіційною назвою, яка включає як описову частину, так і загальновживану назву: «De waardijns van het Amsterdamse lakenbereidersgilde, bekend als ‘De Staalmeesters’»
(укр. Повірені амстердамської гільдії сукнарів, відомі як «Штаальмейстери»). У XVII столітті в Амстердамі «штаальмейстери» — це були повірені (синдики, інспектори) з-поміж членів гільдії сукнарів, які відповідали за перевірку якості фарбованих тканин, які надходили від ткачів. Вони оцінювали сукно за тестовими зразками, щоб встановити його вартість. Одне зі значень слова «Staal» у нідерландській мові — зразок. Від нього і походить термін Staalmeesters — майстри (оцінювачі) зразків.
В англомовних джерелах картину називають як «The Sampling Officials» (укр. Оцінювачі зразків) або «The Syndics of the Amsterdam Drapers Guild» (укр. Синдики (повірені) амстердамської гільдії сукнарів). Ці назви також відображають функції зображених на картині осіб — повірених гільдії сукнарів.
«De Staalmeesters» є оригінальною загальновживаною назвою в Нідерландах, яка використовується в повсякденному вжитку та на музейних шильдах, тоді як повна назва картини «De waardijns van het Amsterdamse lakenbereidersgilde» — в офіційних каталогах та в академічному контексті, забезпечуючи відображення змісту та впізнаваність твору.

## Життєва криза Рембрандта в 1650-х роках
У другій половині 1650-х років Рембрандт зіткнувся зі значними фінансовими проблемами. Замовлення та меценатство вичерпалися зі зміною моди, і він не зміг виплачувати іпотеку за свій великий будинок з майстернею на Йоденбрестраат, придбаний у 1639 році за 13 000 гульденів. Сума боргів Рембрандта становила трохи більше ніж 15 175 гульденів, і він збанкрутував. Будинок був проданий публічно на аукціоні 1658 року за 11 218 гульденів. Майно художника, його колекцію творів мистецтва описали судові пристави й продавали на публічних розпродажах з листопада 1656 року до лютого 1659 року. Отримані гроші були розподілені між кредиторами Рембрандта. Він та супутниця його життя Гендрік'є Стоффелс були змушені покинути великий будинок і переселитися на околицю міста в набагато менший будинок на вулиці Розенхрахт.
На початку 1660-х років Рембрандт вступив у новий період свого професійного життя. Важкі часи його неплатоспроможності значною мірою залишилися позаду, хоча він і далі допускав виникнення боргів, зокрема, через несплату орендної плати за свій будинок. Попри удари долі, смерть дружини Саскії та трьох дітей, Рембрандт продовжував творити. Уже з початком 1660 року Рембрандт створив такі відомі картини, як Зречення Святого Петра (1660), «Якоб Тріп та його дружина Маргарета де Гір» (1661), «Єврейська наречена» (приблизно 1665—1669), кілька автопортретів.

## Історичне тло й персонажі
Текстильна промисловість і торгівля тканинами розвивалися в Амстердамі з XIV століття, забезпечуючи роботою велику групу ремісників (прядильників, чесальників, фарбувальників, валяльників, ткачів, сушарників тощо) й торгівців тканинами. На початку XVII століття ця діяльність у Нідерландах набула значного розквіту. Непрямим підтвердженням цього є той факт, що вісім із вісімнадцяти стрільців на картині Рембрандта «Нічна Варта» (1642) були дотичні до торгівлі тканинами.
Між 1626 і 1630 роками в центральній частині Амстердама було збудовано комплекс будівель Штаальгоф (нід. Staalhof), який став центром текстильної промисловості, яка домінувала в районі навколо комплексу. Штаальгоф був архітектурним ансамблем, який складався з кількох спеціалізованих будівель, розташованих поруч, і які об'єднувалися спільною функцією — обслуговуванням текстильної промисловості міста в XVII столітті. Основні приміщення комплексу Штаальхоф:
- будинок сукна, Суконна зала (нід. Lakenhal) — місце перевірки якості сукна, де працювали повірені, зображені на картині Рембрандта «Повірені гільдії сукнарів»;
- будинок шовку, Шовкова зала (нід. Zijdehal) — місце, призначене для обробки та перевірки шовкових тканин;
- будинок саржі, Саржева зала (нід. Saaihal), де перевіряли якість саржевої вовняної тканини з діагональним візерунком.

Щоб запобігти шахрайству та підробкам тканин, зокрема із сировиною для фарб, якими фарбували тканини, 1640 року міська рада Амстердама вирішила, що всі тканини після їх виготовлення мають бути перевірені в Суконній залі. 1641 року були видані нові постанови щодо перевірки фарбування тканин. Функція контролю якості виготовлення та фарбування тканин, які ткачі пропонували на продаж членам гільдії сукнарів, покладалася на п'ять осіб з числа членів гільдії, так званих оцінювачів (повірених, синдиків) (нід. waardijns). Це була почесна неоплачувана посада. Рада повірених щороку призначалася бургомістром у Страсну п'ятницю у складі двох католиків, меноніта, протестанта та реформата і діяла до наступної Страсної п'ятниці. Члени ради збиралися для проведення оцінювання представлених ткачами зразків тканин тричі на тиждень. Якість зразків повірені засвідчували пломбуванням їх свинцевими пломбами (нід. lakenloodje) з печаткою міста на аверсі й печаткою гільдії на реверсі пломби. Існувало чотири ступені якості, найвищий позначався чотирма пломбами, а найнижчий — лише однієї.
1662 року Рембрандт отримав важливе замовлення від повірених Амстердамської гільдії сукнарів, які виконували свої обов'язки з Страсної п'ятниці 1661 року до Страсної п'ятниці 1662 року, — намалювати їх груповий портрет. Традиційно портрети писалися наприкінці терміну повноважень повірених і вивішувалися в Штаальгофі в Суконній залі, де вони проводили оцінювання зразків тканин.
На груповому портреті, створеному Рембрандтом ван Рейном, ідентифікували п'ятьох замовників — повірених Амстердамської гільдії сукнарів (зліва направо):
- Якоб ван Лон (нід. Jacob van Loon)(1595—1674);
- Волкерт Янш (нід. Volckert Jansz) (1605 або 1610—1681) — торгівець тканинами, власник колекції мистецьких творів[8];
- Віллем ван Дуйенбург (нід. Willem van Doeyenburg) (близько 1616—1687) — голова ради повірених, торгівець і фарбувальник тканин;
- Франс Гендрікс Бел (нід. Frans Hendricksz Bel) (1629—1701) — служник, який жив у Штаальхофі й піклувався господарством Суконної зали;
- Арнаут ван дер Міе (нід. Aernout van der Mye) (близько 1625—1681) — торгівець тканинами;
- Йохем де Неве (нід. Jochem de Neve) (1629—1681) — продавець тканин.

Повірені високо цінували мистецтво Рембрандта, надавши йому замовлення, незважаючи на засудження його державною церквою 1654 року за позашлюбний зв'язок з цивільною дружиною, відмову влади Амстердама від намальованої ним картини, яку він створив на її замовлення, та загальне зниження його популярності серед керівної верхівки міста. На відміну від еліти, оцінювачі зразків були звичайні бізнесмени та релігійні нонконформісти. Вони також були майстрами-ремісниками та професійними оцінювачами якості тканин, які розуміли, що хороша робота ніколи не виходить з моди. Янш, зокрема, був відомий як один з найбільших поціновувачів та знавців мистецтва, завдяки своїй видатній колекції мистецьких творів, успадкованій від батька.
Щодо гонорару, який отримав Рембрант за картину, вважається, що це була виплата в 300 гульденів. Це передбачало по 60 гульденів з кожного повіреного. Суму за слугу заплатили інші повірені.
Мізерність суми вражає, оскільки трьома роками раніше два стрільці з «Нічної варти» заявили, що 17 років тому вони заплатили Рембрандту по 100 гульденів кожен. Очевидно, його згода на таку низьку оплату, можливо, була спричинена скромним фінансовим становищем, в якому він перебував на той час. Свою роль міг зіграти й той факт, що його традиційний стиль вийшов з моди.

## Опис картини

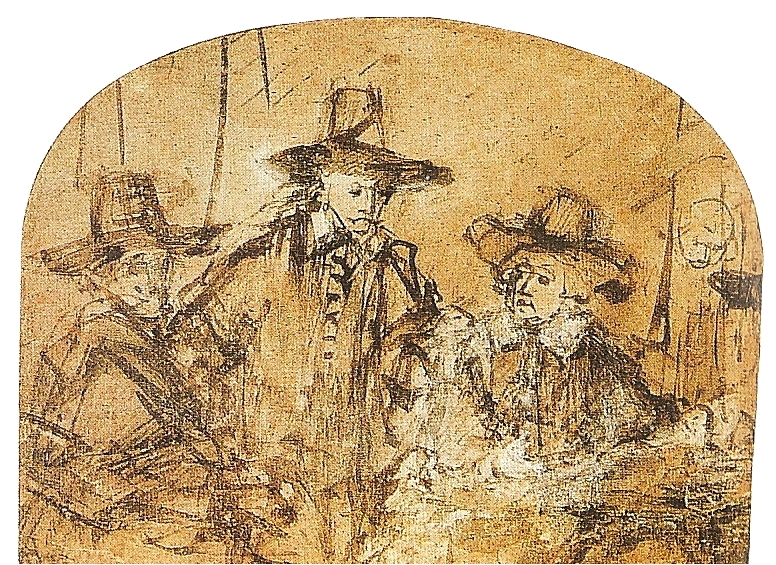
Ескіз Рембранта трьох повірених: Якоб ван Лон (сидить ліворуч), Волкерт Янш (стоїть), голова групи Віллем ван Дуйенбург(сидить праворуч), Kupferstichkabinett Berlin

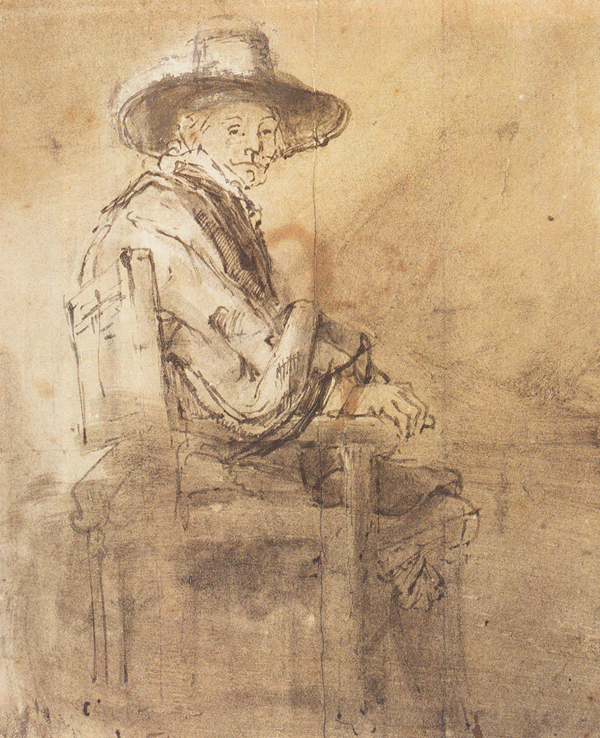
Ескіз Рембранта повіреного Якоба ван Лона, Рейксмузей

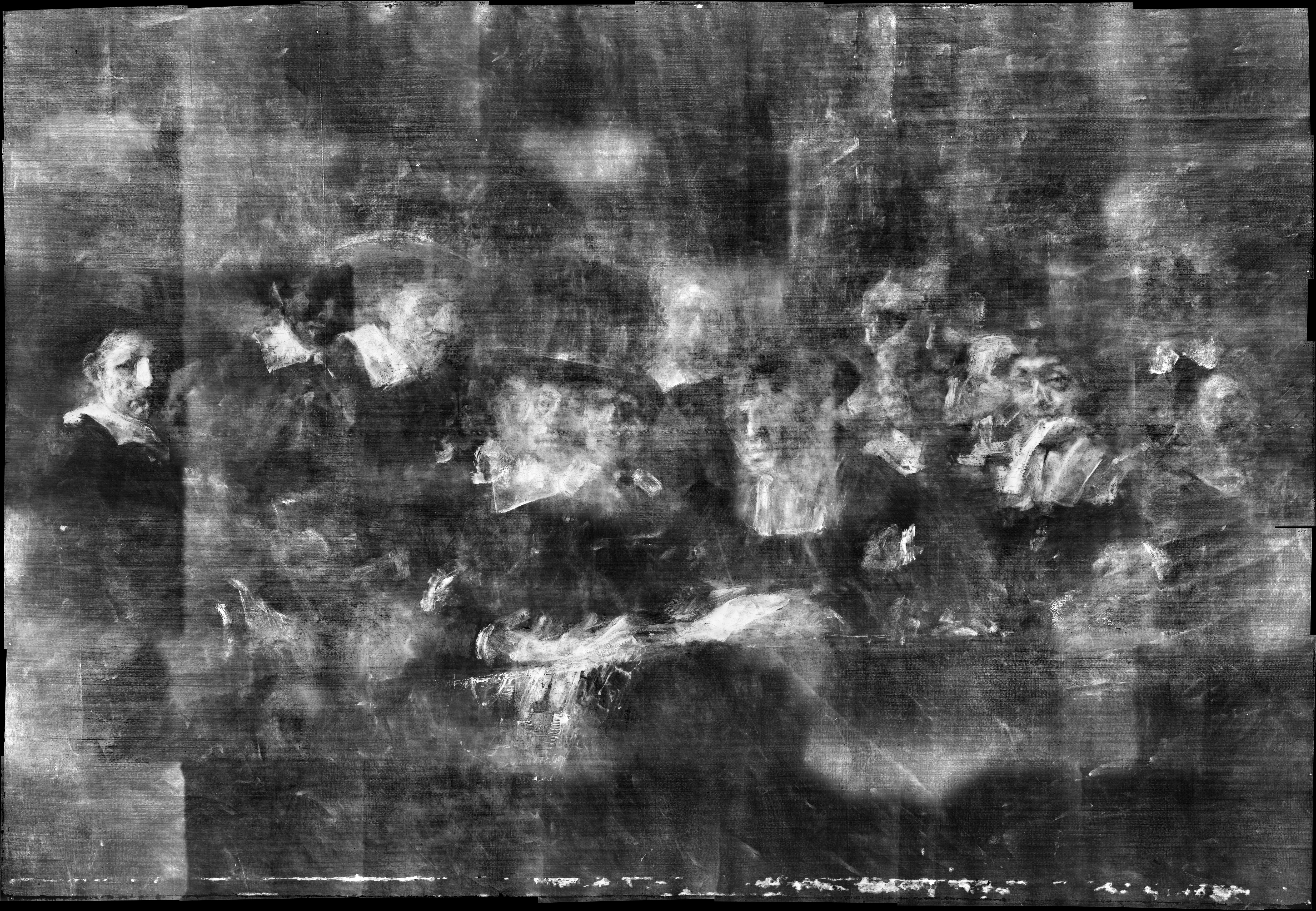
Рентгенівський знімок картини

Груповий портрет — типове нідерландське явище в Золоту добу нідерландського живопису.
Групові портрети увічнювали адміністраторів та членів міських рад, ополчення та інших закладів. Іноді на такому портреті можна нарахувати десятки персонажів, яких вважали достатньо важливими, щоб бути зображеними на груповому портреті.
На найдавнішому збереженому груповому портреті повірених 1599 року, який приписують Аерту Пітерсу, очевидна невідповідність
між обличчями повірених, які дивляться на глядача характерними для портретного живопису поглядами, та символічними жестами їхніх рук. Повірений унизу праворуч тримає штамп із печаткою гільдії; той, хто в центрі, розраховує ціну на пальцях; а ті, хто внизу картини, тримають зразки тканини між великим та вказівним пальцями, оцінюючи її якість за фактурою. Австрійський історик мистецтва Алоїс Ріґль так описує її: «Хоча кожна з фігур була посеред повсякденної жанроподібної діяльності, ніхто не хотів би назвати це жанровою сценою у сучасному розумінні, бо єдність у часі повністю та відчутно відсутня». Рембрандт, очевидно, знав цю картину, бо вона висіла в Суконній залі разом із щонайменше чотирма іншими груповими портретами, які зараз втрачені.
Стиль живопису групового портрета повірених Рембрандта свідчить про те, що художник точно знав, де картина висітиме в Суконній залі — високо над камінною полицею, зі світлом, яке падатиме зліва, — оскільки він відповідно налаштував на картині освітлення та перспективу. На картині зображено групу оцінювачів зразків тканин, які розташовуються за покритим перським килимом столом, на якому розглядалися зразки тканин, перед розкладеною бухгалтерською книгою. Чоловіки одягнені в характерний темний одяг з білим комірцем та високий нідерландський чорний капелюх — капотен, який певний час вважався модним навіть при дворі у Версалі. Чорний колір бере свій початок з етики Реформації. Нормою етикету було носити капелюх у приміщенні, що було ознакою високопоставленого громадянина. Чоловік без капотена, який стоїть позаду повірених, — це служник, на голові якого чорна калотка.
У художника завжди виникає велика проблема, коли йому доводиться створювати груповий портрет: як показати групу природно. Зазвичай люди сидять навколо столу, але тоді глядач бачить деяких зображених персонажів ззаду. Умова замовників була така, що усі повірені мали бути чітко видимими. Рембрант мав придумати причину, щоб розмістити групу з одного боку стола. Він розв'язав цю проблему, зобразивши майстрів зразків, які разом розглядають записи в бухгалтерській книзі, при цьому художник оживив зображення, змусивши відірвати їх погляди від книги та подивитися вгору. Це створює враження, ніби повірених потурбував гість, і вони перевели погляди на нього.
Створення групового портрета Рембрандт розпочав з попередніх етюдів. Загалом збереглися три креслення дизайну для «штаальмейстерів». Окрім малюнка Якоба ван Лона в колекції Рейксмузею, один малюнок зберігається у Роттердамі та один з трьома особами — в Гравюрному кабінеті в Берліні. Ці збережені ескізи дають рідкісну можливість зазирнути у творчий процес Рембрандта та композицію його роботи. На них зображено кількох повірених у іншій позі, ніж та, в якій вони були зрештою зображені на картині. Аналіз рентгенографічного дослідження картини виявив, що Рембрандт на завершеному варіанті картини радикально змінив розташування осіб порівняно з початковим задумом.
У середовищі науковців існує припущення, що після того, як Рембрант зайшов у глухий кут у першій версії своєї картини, в якій пов'язував повірених один з одним уздовж площини картини, він поступово переформулював свою композицію, щоб зобразити повірених, які відірвалися від своїх записів у бухгалтерській книзі та дивляться на непроханого відвідувача, який щойно увійшов до кімнати. Як припускають історики мистецтва, цим відвідувачем міг бути сам Рембрант, оскільки збережені однофігурні ескізи перших двох повірених зліва зроблені на аркушах бухгалтерської книги, такої ж, яку на картині вивчали повірені. Сторінки книги на картині здаються зробленими з цупкого паперу. Рембрандт досяг цього ефекту, використовуючи тут дуже суху фарбу: пігмент, змішаний з невеликою кількістю олії. Це надає фарбі грубішої структури.
Щоб уникнути монотонної композиції, в якій чоловіки мали бути розташовані за столом вздовж прямолінійної осі, Рембрандт повернув стіл під кутом дев'яносто градусів до площини картини, так що кут стола ніби виступає з картини до глядача. Ба більше, напрямок погляду повірених вказує на те, що вони всі дивляться на когось, розташованого саме там, де стоять глядачі, розглядаючи картину. Верх столу піднятий, так що здається, ніби глядач дивиться на стіл знизу. Низька точка зору для композиції створює ефект присутності глядача в кімнаті. Це рішення художника зумовлене тим, що він точно знав, де висітиме картина: високо на стіні над каміном у Суконній залі. Вона не призначалася для розгляду зблизька. Таким чином, перспектива й освітлення були ретельно продумані для гармонії з інтер'єром приміщення. Світло падає на килим на столі крізь вікно у верхньому лівому куті кімнати — єдине джерело світла в кімнаті.
У цьому груповому портреті повірених Рембрандт вводить підпорядкування між фігурами повірених, щоб узгодити їх з глядачем, розв'язуючи проблему, над якою він працював протягом усієї своєї кар'єри. Ріґль зазначає, що голова повірених Віллем ван Дуйенбург не спрямовує свій погляд безпосередньо на глядача, який, як можна припустити, розташований прямо попереду та дещо нижче, судячи з поглядів усіх інших фігур та низької точки огляду, а дивиться в напрямку лівіше та вище. Це дає розуміння того, що він звертається переважно до своїх колег, навіть якщо його промова одночасно спрямована до групи, розташованої з боку спостерігача. Інші учасники спрямували свої погляди в бік групи спостерігачів (через розсіяні лінії зору не можна вважати, що це одна людина), і спостерігають за різними членами групи з максимальною зосередженістю. Слуга перед стіною позаду демонструє нейтральну увагу.
П'ятий повірений Йохем де Неве (праворуч) — наймолодший майстер зразків одягнений сучасніше, ніж його старші колеги: довге волосся та довгий плоский комір, які були модними 1662 року.. Його фігура, яку Рембрант вперше намалював у завершальній версії картини, повернута боком, щоб він також міг спостерігати за зразками, перш ніж повернути погляд на глядача. Він кладе рукавички на стіл, ніби тільки що сів. Його пізня поява в групі як би відтворює пізну появу в композиції Рембрандта.  Найстаріший в групі повірених — Якоб ван Лон (ліворуч), про що свідчить його старомодне коротке волосся та короткий накрохмалений комірець.
На противагу більшості нідерландських фігурних малюнків XVII століття, які прагнули до ідеалу італійського Відродження, з витонченими лініями контурів та елегантними позами, швидкі та грубі мазки Рембрандта забезпечили оптичний ефект, виділяючи контури за допомогою світла та тіні та представляючи фігури в природних позах. Це звільняло персонажів від зафіксованих положень на площині та натякало на їхній можливий наступний рух у просторі відносно глядача.
На камінній полиці Рембрандт намалював маяк, що мало символізувати роботу повірених: так само, як маяк безпечно спрямовував кораблі в гавань, так і вони, забезпечуючи належний контроль, дозволяли торгівлі тканинами уникати «підводних рифів». Свій підпис Рембрандт поставив на килимі штрихами, ніби вплетеними в його барвисту тканину. Праворуч, над панелями, також можна знайти ім'я Рембрандта, але з роком 1661. Цей підпис є фальшивим, як встановлено під час реставрації 1991 року.

## Місця перебування

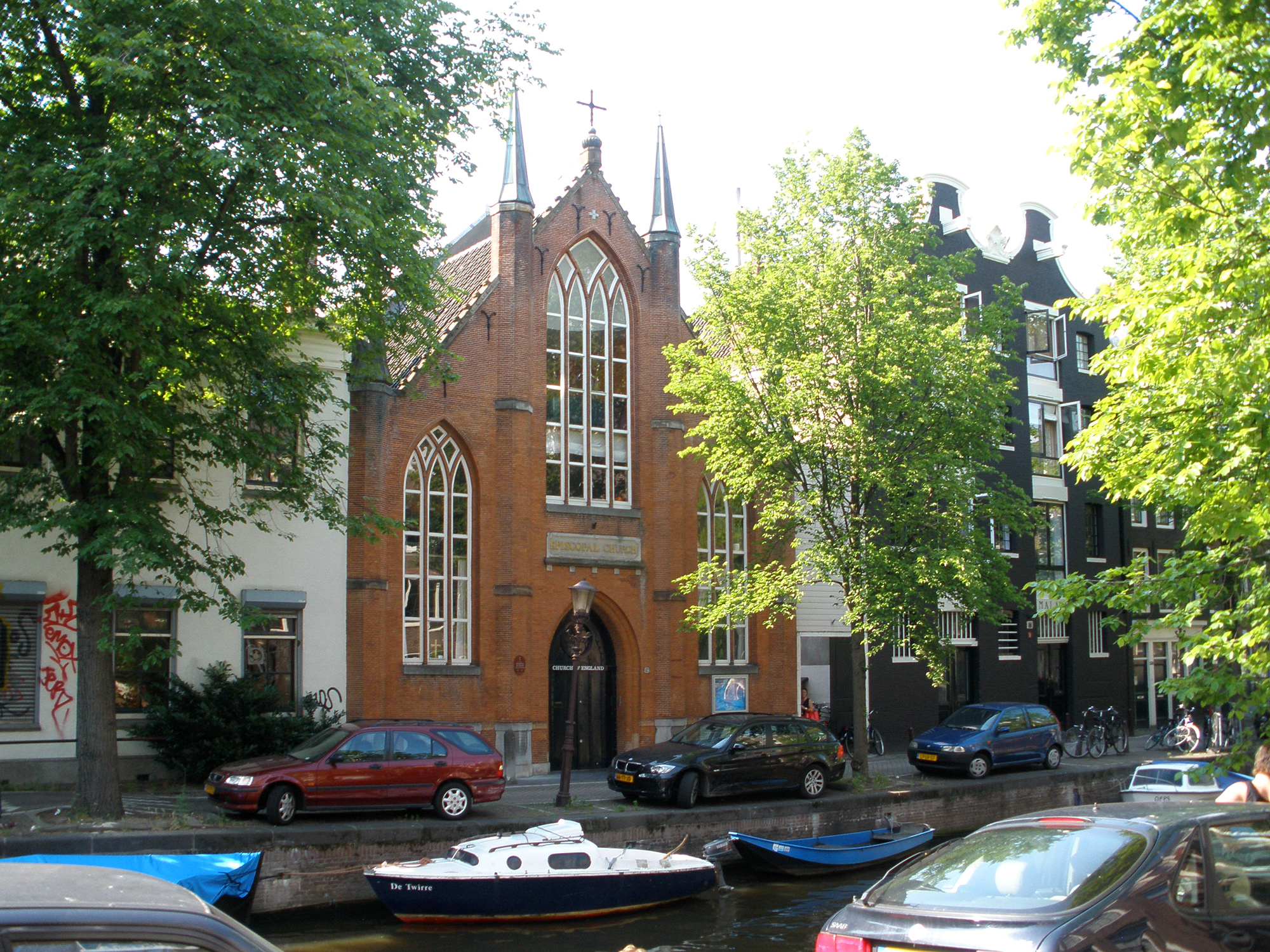
Колишня будівля Штаальгофу, нині англіканська єпископальна церква

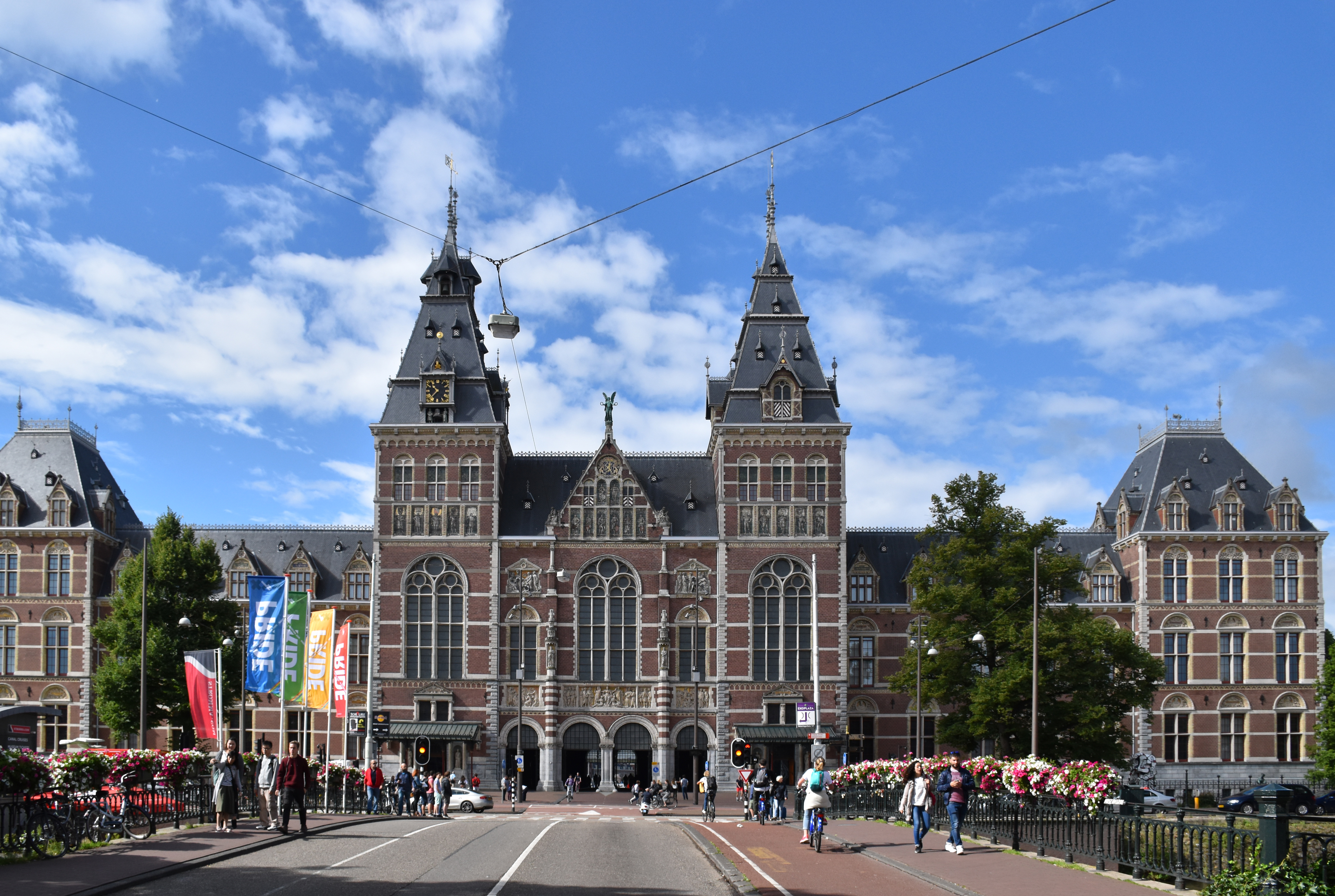
Рейксмузей в Амстердамі — сучасне місце експонування картини «Повірені гільдії сукнарів»

Картина «Повірені гільдії сукнарів» до 1771 року зберігалася в Штаальгофі. Картина висіла в залі засідань Суконної зали. 1771 року міська рада надала дозвіл Англіканській єпископальній церкві (нід. Christ Church Amsterdam) використовувати частину будинку сукна. З приходом нового користувача вирішили перемістити шість картин, які там були, до ратуші на площі Дам. Серед них була і картина Рембрандта «Повірені гільдії сукнарів».
1808 року, коли в ратуші розмістилася резиденція Луї Бонапарта, картину помістили в палацовій будівлі Тріппенгайс, збудованій на замовлення родини Тріппів і яка з початком ХІХ століття була передана у власність міста Амстердам. Місто надало будівлі представницьку функцію. З 1812 року її використовував Королівський інститут наук, літератури та образотворчих мистецтв, реорганізований 1851 року в Нідерландську королівську академію наук. З 1817 по 1885 роки Академія ділила будівлю з Рейксмузеєм. 1885 року, коли було завершено будівництво сучасної будівлі Рейксмузею, картину, власність муніципалітету Амстердама, перемістили в нову будівлю музею, де вона експонується в Галереї Пошани, у якій представлені шедеври Золотої доби нідерландського живопису.

## Реставрації

### Реставрація 1929 року
Коли у листопаді 1929 року директор Рейксмузею Фредерік Шмідт-Дехенер віддав розпорядження про реставрацію картини «Повірені гільдії сукнарів», уже тривалий час перед тим деякі спеціалісти звертали увагу на погіршення стану картини. 1911 року про це занепокоєння Комітету з нагляду та консультацій щодо живопису міста Амстердам (Комітет з нагляду) повідомив один з його членів, історик мистецтва та знавець Рембрандта Абрахам Бредіус. Однак, початкове занепокоєння членів Комітету щодо стану картини розвіялося, коли вони порівняли її зі старою фотографією, зробленою приблизно 1875 року, коли Рейксмузей ще розташовувався в Тріппенгайсі. Німецькому фотографу Адольфу Брауну не дозволили виносити картину на вулицю і йому довелося робити фотографію в умовах далеко не ідеального освітлення в приміщенні. Сильне різке світло призвело до того, що фотографія показувала дуже мало деталей, окрім найсвітліших ділянок, таких як обличчя, руки, комірці та книга. Та навіть така фотографія показала великі ділянки фарби, які відшарувалися від полотна вздовж тріщин. Коли ж члени Комітету з нагляду 1911 року порівняли фотографію з картиною, їхньою реакцією стало полегшення. Вони вважали, що хоча стан картини був поганим, але він залишався незмінним протягом понад трьох десятиліть, і не було потреби в негайних діях. Після цього Комітет нагляду регулярно порівнював картину з фотографією Брауна, щоб перевірити, чи її стан залишається стабільним. Протягом наступних кілька років лак піддавався деяким поверхневим обробкам: 1913 року картину помили (ймовірно, водою), 1917 року лак відновили, а 1924 року деяку кількість верхнього лаку видалили. Проте жодна з цих обробок не розв'язала проблему відсталої фарби, і 1929 року вирішили, що структурне відновлення все ж таки потрібне.
У листопаді 1929 року реставратор Державного музею Віллем Фредрік Корнеліс Ґрібе виконав підкладку воском та смолою.
Цей метод, винахід нідерландців ХІХ століття, використовувався досить часто, для закріплення розсипчастої фарби та нанесення другого полотна знизу оригіналу для його зміцнення. Метод полягав у нанесенні теплої суміші розтопленого бджолиного воску, каніфолі та венеційського терпентину на зворотний бік картини та прасування її нагрітими прасками.
Після процедури укріплення картину відновлював Пітер Ніколас Баккер, який мав художню освіту і відповідав за естетичне оброблення зображення. Він лише видаляв верхню частину множинних шарів лаку, залишаючи нижні шари, які прикривали тонкі верхні шари глазурної фарби, яку, як вважалося, використовував Рембрандт. Видалення верхніх шарів пожовклого лаку зменшило жовтий відтінок картини, не пошкодивши верхніх шарів фарби.
Майже через два роки після завершення реставрації картини «Повірені гільдії сукнарів» у суспільстві спалахнула суперечка щодо якості реставрації картини, ініційована місцевими художниками з амстердамського художнього товариства «Arti et Amicitiae». У цій суперечці думки художників розділилися. Наприклад, художник Саломон Гарф заявив, що картина дуже втратила, натомість Марінус ван Раалте вважав, що картина тепер «чарівно прекрасна», і заявив, що він не може терпіти «брудні» картини. Члени Arti вирішили надіслати делегацію до Рейксмузею, щоб переконатися на чиїй стороні правда. Делегація відзвітувала, що картина виглядає неушкодженою, а скарги Гарфа безпідставні. Проте, суперечка підживлювалася провокаційними публікаціями, які поширювала серед художників та реставраторів щоденна газета «De Telegraaf». Газета надрукувала «технічне викриття» художника Те Лау, який, як і багато його сучасників, помилково вважав, що Рембрандт малював фарбою, що містить лак, який легко розчиняється в розчинниках, які використовуються реставраторами. Директор Шмідт-Дехенер відхилив критику Лау, та знову наголосив, що було видалено лише верхні шари лаку, і жодної оригінальної фарби не було зачеплено, не кажучи вже про видалення. Під час цієї конфронтації він назвав реставрацію картини «Повірені гільдії сукнарів» найкращою роботою свого життя. Авторитетним став висновок Мартіна де Вільда з його унікальним поєднанням досвіду хіміка й реставратора після офіційного огляду картини про те, що реставрація була виконана дуже добре, а оригінальні шари фарби залишилися недоторканими.
Ця суперечка щодо якості відновлення картини показала, що більшість художників турбував не стільки результат реставрації картини «Повірені гільдії сукнарів», скільки той факт, що їх, як в минулому, не залучали до реставрації картин старих майстрів і вони втрачали авторитет як знавці технік живопису старих майстрів. Тепер їхні знання перекривалися знаннями й досвідом нової професії — реставраторів картин.

### Очищення 1955 року
1955 року картину було очищено й відновлено для великої виставки картин Рембрандта 1956 року. Під час відновлення картини були виявлені значні зміни кольорів, які відбулися з часом. Очищення полотна повернуло яскравість обличчям персонажів та насиченість кольорів, зокрема червоного килима на столі, що підкреслював багатство та статус зображених осіб. Проявилися різні техніки роботи художника, наприклад, килим, а також руки чоловіків були намальовані сміливими мазками пензля та мастихіном у відтінках червоного, жовтого та коричневого кольорів.

### Реставрація 1991 року
Між 1990 і 1994 роками у Рейксмузеї було відреставровано вісім картин пізнього періоду творчості Рембрандта. Перед реставрацією всі картини були ретельно вивчені із дослідженням застосованих матеріалів. Серед методів дослідження були застосовані: рентгенографія, інфрачервона фотографія, хімічний аналіз зразків, дослідження у видимому й ультрафіолетовому світлі, стереомікроскопія. Дослідження проводилися в Рейксмузеї Амстердама, Агентстві культурної спадщини Нідерландів, Ательє реставрації Лімбурга. Зокрема, вивчалися поверхня фарби та структура шарів фарби щодо можливих ретушувань. Під час проєкту було вирішено опублікувати інформацію про реставрації, проте, її так і не опублікували. Картину «Повірені гільдії сукнарів» відновили у період з 1990 по 1991 роки Мішель ван дер Лаар (консерватор Рейксмузею)  та Манья Зельденруст (з 1990 року очолювала відділ реставрації Рейксмузею). Під час реставрації було виявлено, зокрема, що предмет у руках Йохема де Неве (крайній справа), який раніше вважали мішечком з пломбами, насправді є парою рукавичок..

## Згадки про картину

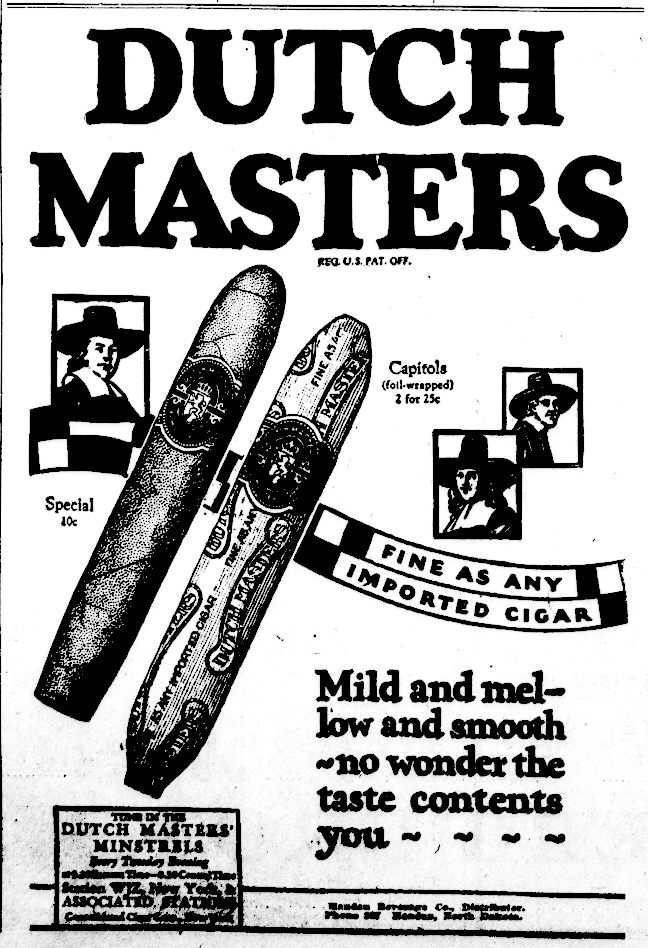
Реклама сигарет Dutch Masters 1928 року

Зображення картини «Повірені гільдії сукнарів» використовувалося тривалий час на упаковці сигар американського бренду Dutch Masters, а фігури повірених — в рекламі бренду. Її зображення можна було побачити на стіні будинку Герберта Веллса в одній із фільмових адаптацій за мотивами його роману «Машина часу». Згадка про неї займає також помітне місце в книзі Джеффрі Арчера «Nothing Ventured» (2019 рік).

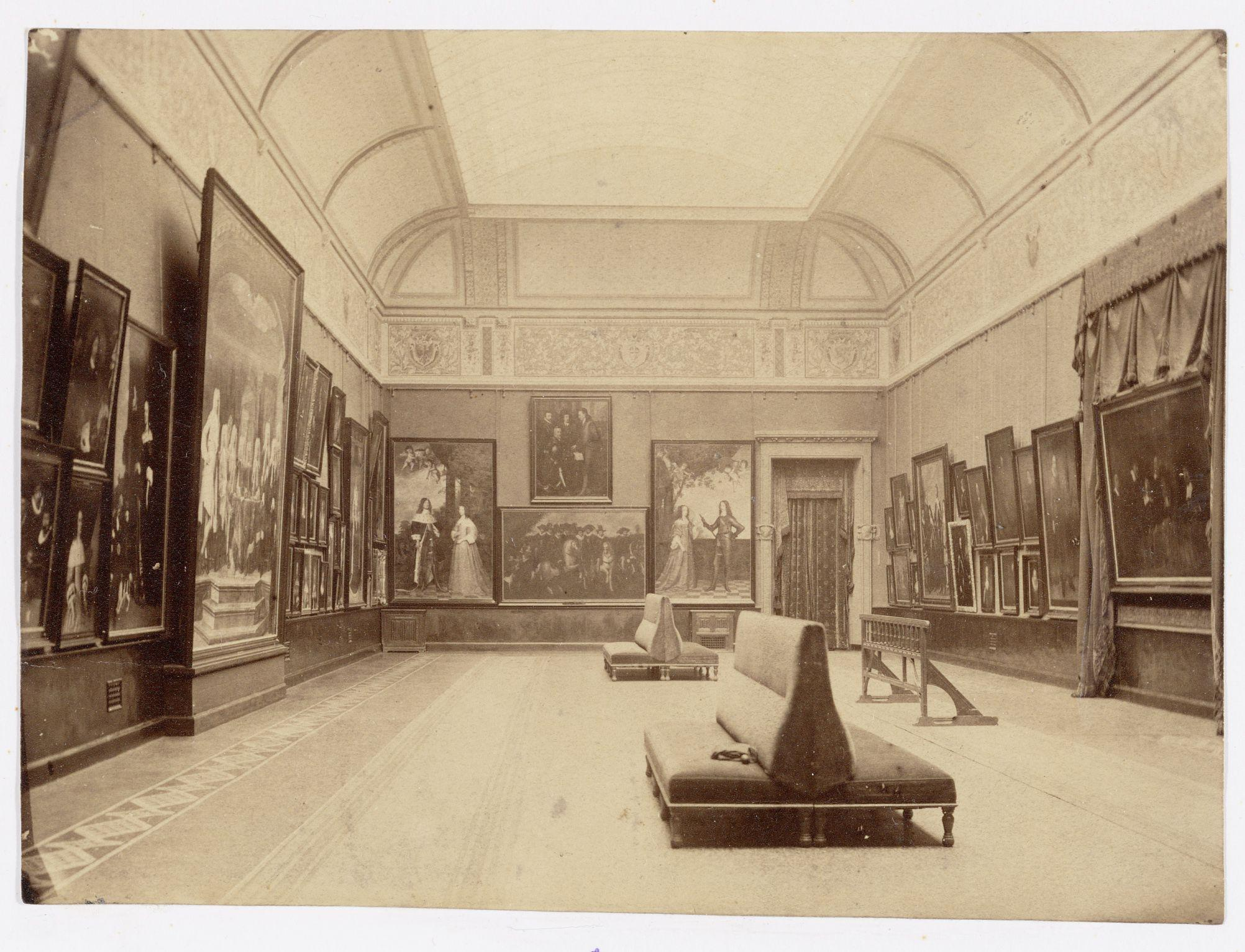
Інтер'єр зали в Рейксмузеї з картиною «Повірені гільдії сукнарів», фото з міського фото архіву Амстердама, після 1885 року
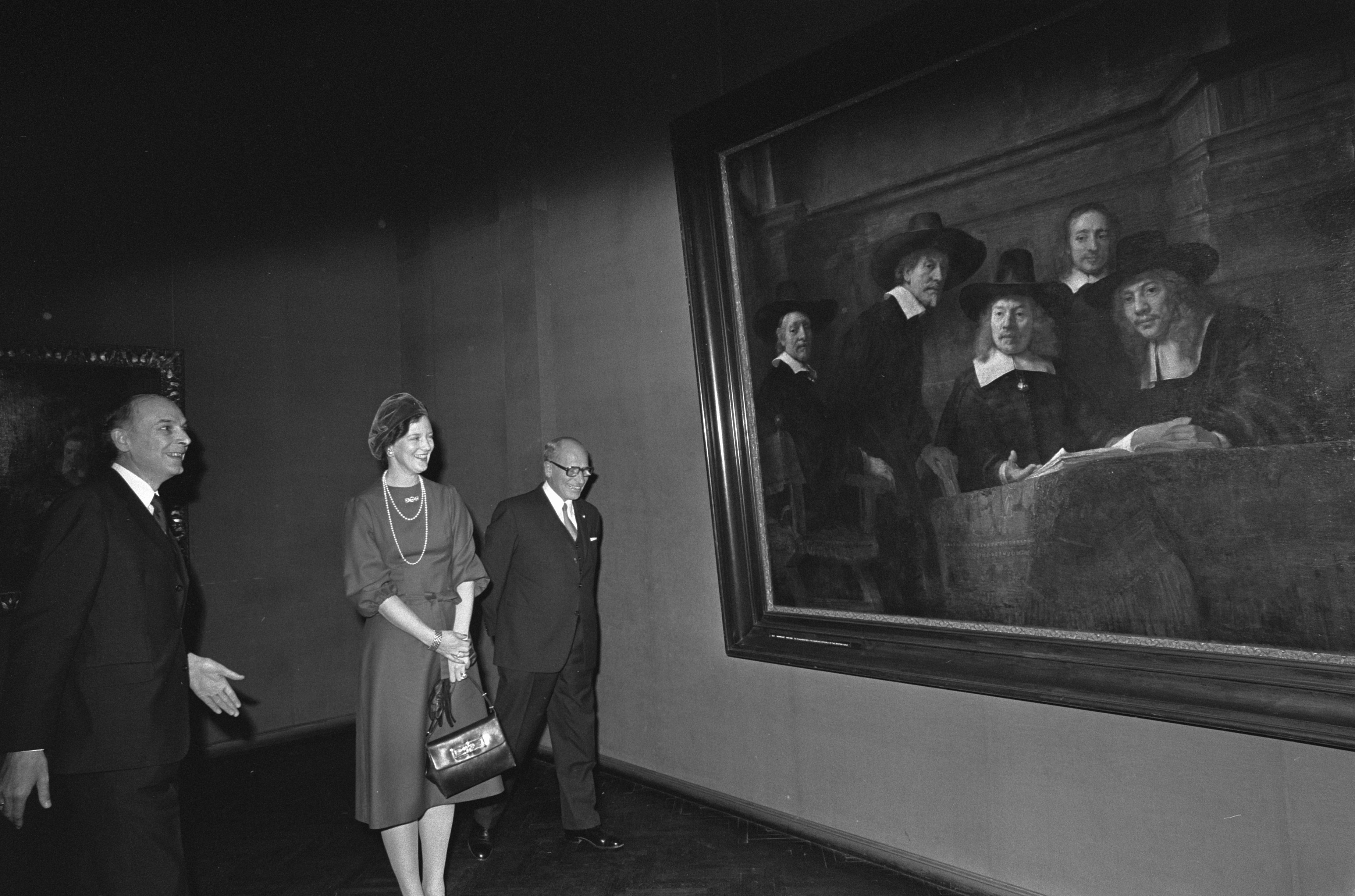
Королева Данії Маргрете II і принц Данський Генрік біля картини «Повірені гільдії сукнарів», 1975 рік
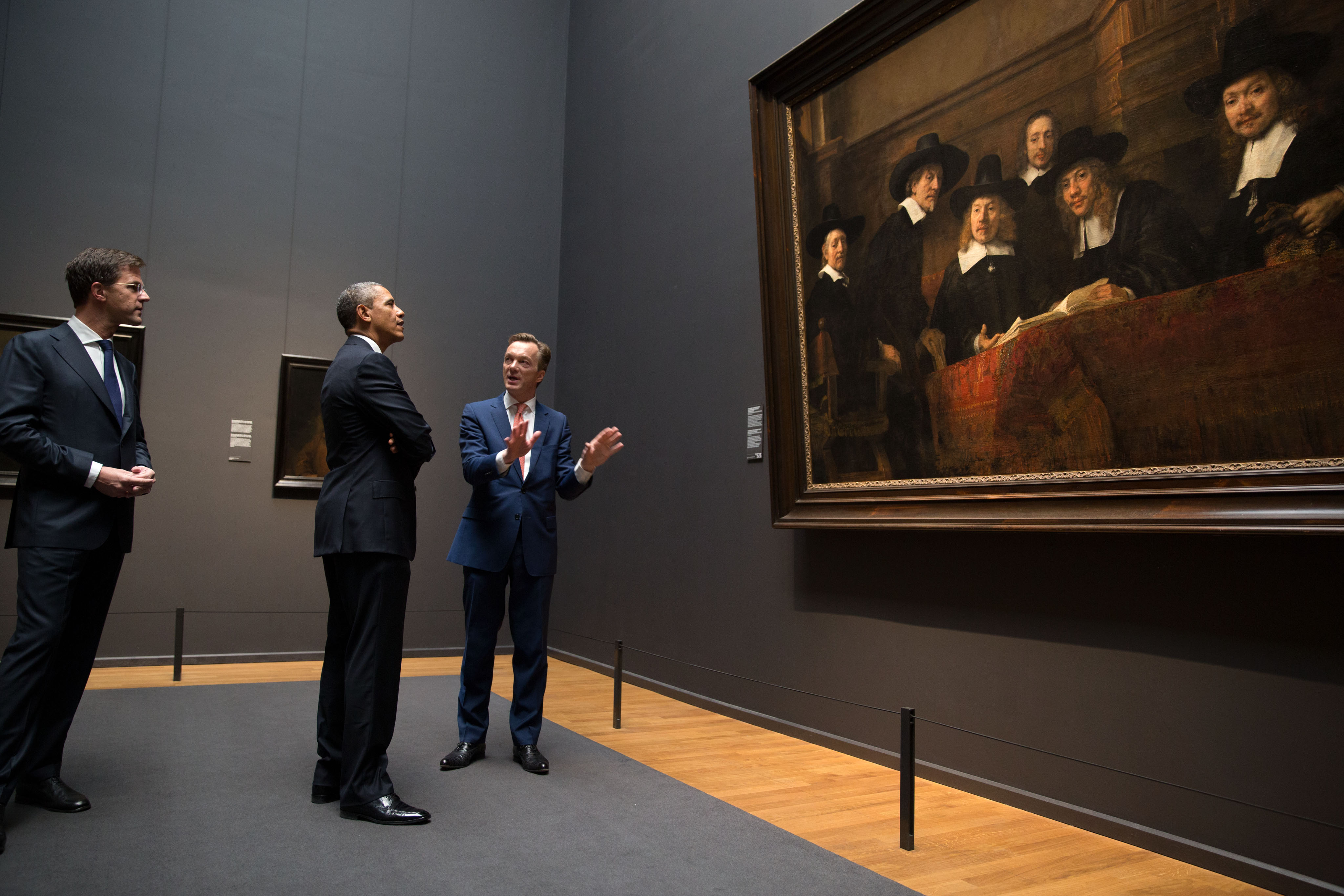
Президент США Барак Обама оглядає в Галереї Пошани картину «Повірені гільдії сукнарів» з прем'єр-міністром Нідерландів  Марком Рютте (зліва) та гідом — директором Рейксмузею Вімом Пайбесом, 2014 рік